# Résolution 1246 du Conseil de sécurité des Nations unies
Membres permanents
- Chine
- États-Unis
- France
- Royaume-Uni
- Russie

Membres non permanents
- Argentine
- Bahrain
- Brésil
- Canada
- Gabon
- Gambie
- Malaisie
- Namibie
- Pays-Bas
- Slovénie

Résolution no 1245 Résolution no 1247
La résolution 1246 du Conseil de sécurité des Nations unies a été adoptée à l'unanimité le 11 juin 1999. Après avoir rappelé les résolutions précédentes sur le Timor oriental, en particulier la résolution 1236 (de 1999), le Conseil a créé la Mission des Nations unies au Timor oriental (MINUTO) pour organiser et diriger le référendum sur l'indépendance du Timor oriental qui déterminera le futur statut du Timor oriental, prévu pour août 1999.

## Présentation
Le Conseil de sécurité a rappelé les accords entre l'Indonésie et le Portugal sur un référendum au Timor oriental. Il a noté avec préoccupation la situation "tendue et instable" décrite par le Secrétaire général Kofi Annan dans son rapport et la nécessité de réconciliation entre les factions concurrentes sur le territoire.
Le Conseil a ensuite autorisé la création de la MINUTO jusqu'au 31 août 1999 pour organiser et tenir un référendum sur la question de savoir si le peuple du Timor oriental acceptait une proposition d'autonomie en Indonésie ou rejetait l'option qui aurait conduit à l'indépendance du territoire. La MINUTO comprendrait 280 policiers pour conseiller la police nationale indonésienne et 50 officiers de liaison militaires qui permettraient de maintenir le contact avec les forces armées nationales indonésiennes. Il comprendrait également une composante politique chargée de surveiller les libertés politiques, une composante électorale chargée du vote et des inscriptions et une composante information chargée d’expliquer les conditions du référendum au peuple est-timorais. En outre, les gouvernements d'Indonésie et du Portugal devaient envoyer des observateurs dans la région.
Le Conseil a exhorté l'Indonésie à conclure un accord sur le statut des forces avec l'Organisation des Nations unies, a demandé à toutes les parties de coopérer à la MINUTO et a souligné la responsabilité de l'Indonésie d'assurer la sécurité tout au long du processus. Il a également condamné toutes les violences et appelé à des mesures de démilitarisation. Le Secrétaire général a été prié de faire un rapport tous les 14 jours sur l’application de la résolution actuelle.